# Laborem exercens
Laborem exercens è una enciclica pubblicata da papa Giovanni Paolo II il 14 settembre 1981.

Tratta del lavoro umano nel 90º anniversario della Rerum novarum.

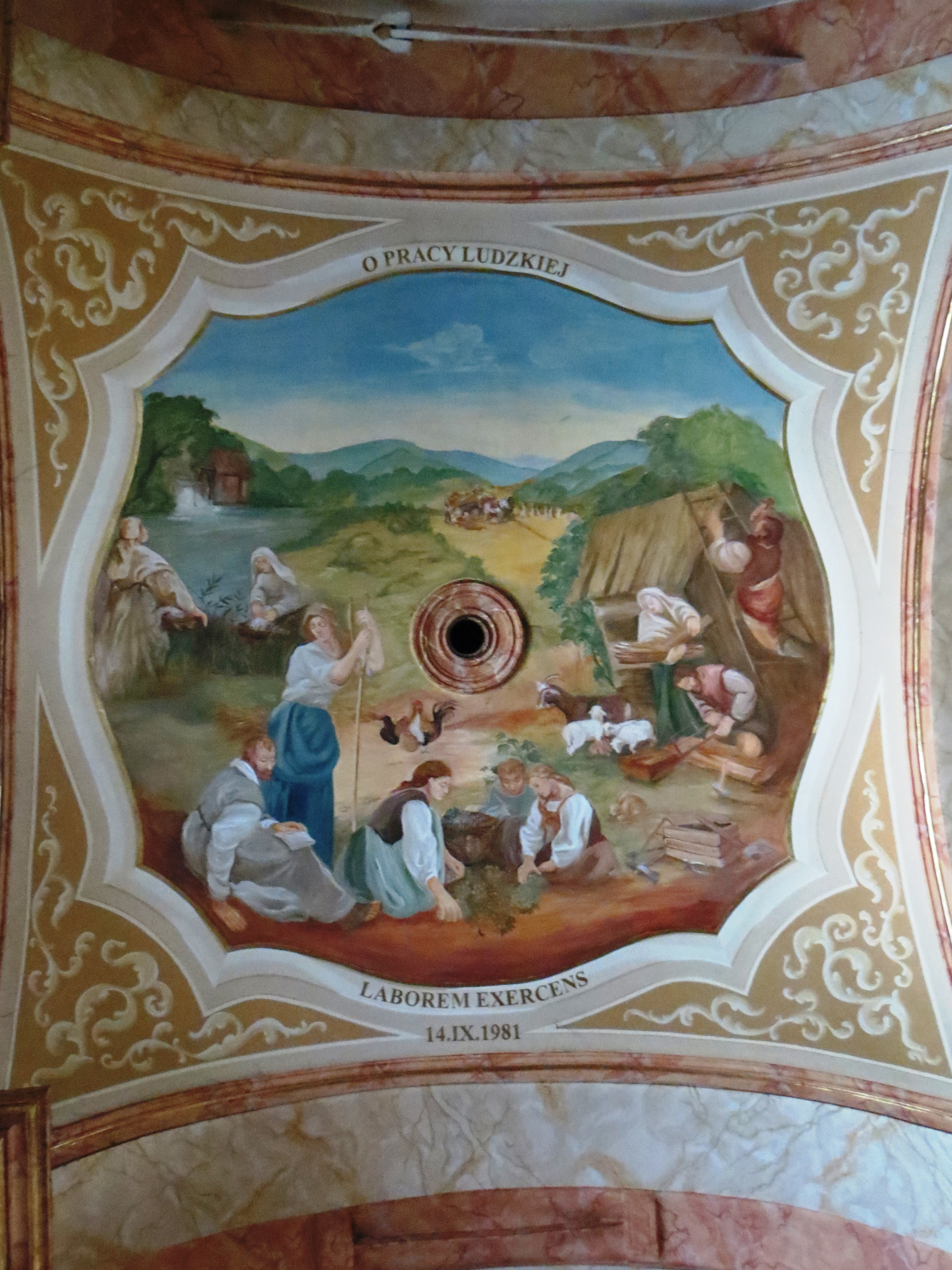
Laborem exercens

## Contenuto
- I - Introduzione
- II - Il lavoro e l'uomo
- III - Il conflitto tra lavoro e capitale nella presente fase storica
- IV - Diritti degli uomini del lavoro
- V - Elementi per una spiritualità del lavoro